# Союз писателей (издательство)
«Сою́з писа́телей» — российское издательство, начавшее свою деятельность в 2010 году. Крупнейший издательский проект самодеятельных литературных объединений России. Член Ассоциации книгоиздателей России (АСКИ). Член Российского книжного союза. Издательство публикует произведения во всех жанрах.
Издательская группа «Союз писателей» включает в себя издательства:
«INOE» – остросюжетная литература;
«Родное» – литература, цель которой привлечь внимание к родной культуре и сделать ее более доступной и популярной среди читателей.

## История
В 1999 году поэт, член Союза писателей России Ирина Малкова организовала в городе Новокузнецке поэтический клуб районного масштаба, к работе которого присоединились авторы из других городов Кузбасса, а затем из других регионов России и зарубежных стран, что положило начало созданию Международного союза творческих сил «Озарение». Основная идея состояла в возможности реализовать творческие задатки людей, по причине стеснённых материальных обстоятельств и недостатка должной писательской подготовки не могущих материализовать творчество в форме книг или журнальных произведений. Площадкой для публикаций стал ежеквартальный альманах «Озарение», в дальнейшем — ежемесячный журнал «Страна Озарение».
В 2010 году члены МСТС «Озарение» получили право на бесплатное издание сборников произведений в порядке очерёдности или по решению правления, для осуществления данной программы было создано издательство «Союз писателей», выпустившее пробный номер одноимённого журнала. Дальнейшими проектами издательства стали ежеквартальные альманахи «От имени любви» (лирические произведения самодеятельных авторов), «Откровение» (философские произведения), «Восторг души» (произведения о природе), «Новые сказки» (полноцветное издание для детей), «Вне формата» (арт-поэзия), «ЛитОгранка» (первые произведения начинающих авторов). Важным источником финансирования издательства стал созданный в ноябре 2011 года фонд авторской поддержки «Меценат», основателем и президентом которого стал Сергей Антипов — поэт, член Союза писателей России, предприниматель.
2010—2020. Директор издательства Суховейко Денис Александрович.
2020— . Директор издательства Соседко Мария Вячеславовна.

## Текущая деятельность
С 2012 года издательство сотрудничает с музыкальным сообществом «РокЛаб», издавая сборники современной рок-поэзии, в 2017 году — сборник с аудио-приложением на диске.
Изданная в 2014 году «Энциклопедия писателей Кузбасса» (серия «Писатели XXI-го века») вошла в «Летопись литературной жизни Кузбасса».
К столетию Вадима Шефнера в 2015 году издательство «Союз писателей» и литератор Владимир Ильичёв провели международный конкурс поэзии и прозы с изданием юбилейного сборника. В 2014 году издательство вошло в шорт-лист «Премии Рунета» в номинации «Культура, СМИ и массовые коммуникации».
Книги издательства «Союз писателей» в 2015 году были отмечены наградами международного литературного конкурса «Лучшая книга года».
В 2015—2016 годах издательством запущены в работу книжные серии «Библиотека современной прозы» (к марту 2016 года вышло 11 томов) и «Сказки-раскраски» для юных читателей. В 2017 году Союз писателей вошёл в перечень издательств, приславших наибольшее количество обязательных экземпляров в электронной форме в Российскую книжную палату.

## Проекты
- 21 марта 2011 года журнал «Союз писателей» получил свидетельство о регистрации СМИ, 22 марта 2012 года был зарегистрирован в Роскомнадзоре и стал выходить как ежемесячное издание, параллельно с журналом «Страна Озарение»[1][27].
- Издательство «Союз писателей» с 2011 года проводит международный литературный конкурс «Союзники», главным призом которого является издание книги произведений победителя, а само участие в конкурсе ассоциировано со школой литературного мастерства для начинающих писателей, поскольку предполагает профессиональное обсуждение произведений экспертным советом[1].